# Ignazio Sanna
Ignazio Sanna (Orune, 20 febbraio 1942) è un arcivescovo cattolico e teologo italiano, dal 4 maggio 2019 arcivescovo emerito di Oristano e dal 20 febbraio 2022 presidente emerito della Pontificia accademia di teologia.

## Biografia
Nasce ad Orune, in provincia e diocesi di Nuoro, il 20 febbraio 1942.

### Formazione e ministero sacerdotale
Dopo aver frequentato il seminario vescovile di Nuoro, dal 1954 al 1959, e il seminario regionale di Cuglieri, dal 1959 al 1963, entra nel Pontificio Seminario Romano Maggiore.
L'11 marzo 1967 è ordinato presbitero, nella chiesa parrocchiale di Orune, dal vescovo Giuseppe Melas per la diocesi di Nuoro.
Nel 1968, mentre completa gli studi, inizia a frequentare la Pontificia accademia ecclesiastica a Roma, città in cui consegue le lauree in teologia, alla Pontificia Università Lateranense, il 30 marzo 1970; in filosofia, all'Università "La Sapienza", il 23 marzo 1972 e in diritto canonico, nuovamente all'università del Laterano, il 21 giugno 1972. Ottiene inoltre il diploma presso la Pontificia accademia ecclesiastica, il 7 luglio 1972, e un attestato in lingue straniere al Goethe-Institut.
Terminati gli studi diventa segretario della nunziatura apostolica in Ecuador, a Quito, dal 7 luglio al 28 dicembre 1972. In seguito è nominato assistente diocesano della FUCI di Roma, dall'8 gennaio 1973 al 24 novembre 1983, quando diventa assistente centrale del Settore Giovani di Azione Cattolica, incarico ricoperto fino al 25 settembre 1988.
Successivamente è decano della Facoltà di Teologia dell'Università del Laterano, dal 20 ottobre 1988 al 21 giugno 1994, e membro del consiglio presbiterale di Roma dal 1996 al 2000. Dal 17 dicembre 1998 alla nomina episcopale è pro-rettore della Pontificia Università Lateranense in Roma. Dal 27 gennaio 2000 al 25 gennaio 2007 è anche assistente nazionale del MEIC. Ricopre inoltre l'incarico di membro ordinario della Pontificia accademia di teologia (dal 27 novembre 2000) e della Commissione teologica internazionale (dal 9 febbraio 2004).

### Ministero episcopale
Il 22 aprile 2006 papa Benedetto XVI lo nomina arcivescovo metropolita di Oristano; succede a Pier Giuliano Tiddia, dimessosi per raggiunti limiti di età. Il 25 giugno successivo riceve l'ordinazione episcopale, nella cattedrale di Oristano, dal cardinale Camillo Ruini, co-consacranti l'arcivescovo Pier Giuliano Tiddia ed il vescovo Rino Fisichella (poi arcivescovo). Durante la stessa celebrazione prende possesso dell'arcidiocesi.
Il 29 giugno seguente riceve il pallio dallo stesso pontefice, nella basilica di san Pietro in Vaticano.
Il 12 ottobre 2013 indice il VI sinodo arborense, "Parrocchia, Chiesa tra la gente", che chiude solennemente domenica 11 ottobre 2015; a questo evento Poste italiane dedica un folder postale.
Il 20 febbraio 2017, al compimento del 75º anno, presenta la sua rinuncia per raggiunti limiti di età; il 25 marzo, presso la "Sala Gialla" del palazzo arcivescovile, annuncia la decisione di papa Francesco di confermarlo donec aliter provideatur per altri due anni alla guida dell'arcidiocesi.
Il 3 ottobre 2017 è eletto vicepresidente della Conferenza episcopale sarda; succede all'arcivescovo Paolo Atzei.
Il 1º gennaio 2018 firma un decreto con cui vuole ribadire e disporre le regole che i sacerdoti della sua arcidiocesi devono osservare nell'amministrare responsabilmente i beni ecclesiastici. In questo documento, inoltre, ridisegna i compiti e gli obblighi dal punto di vista finanziario per tutti i parroci, che saranno sanzionati in caso di inadempienza.
È membro e vicepresidente del Comitato per il Progetto culturale della Chiesa italiana, dal 18 marzo 2008 al 30 gennaio 2013, giorno in cui è nominato presidente del Comitato per gli studi superiori di teologia e di scienze religiose della CEI. È stato membro della Commissione episcopale della CEI per la dottrina della fede, l'annuncio e la catechesi; di questa commissione è presidente ad interim dal 25 settembre 2017 al 24 maggio 2018.
Il 4 maggio 2019 papa Francesco accoglie la sua rinuncia, presentata per raggiunti limiti di età; gli succede Roberto Carboni, fino ad allora vescovo di Ales-Terralba. Da quel momento è arcivescovo emerito di Oristano, ma rimane amministratore apostolico dell'arcidiocesi fino all'ingresso del successore, avvenuto il 7 luglio.
Il 3 giugno del medesimo anno lo stesso papa lo nomina presidente della Pontificia accademia di teologia fino al compimento dell'80º anno di età. Risiede a Roma presso la congregazione delle Figlie di San Giuseppe di Genoni.
Il 21 settembre 2020 la Congregazione per la dottrina della fede lo nomina visitatore apostolico del Movimento Apostolico, associazione privata di fedeli avente sede a Catanzaro. Il 10 giugno 2021 i prefetti della Congregazione per la dottrina della fede, della Congregazione per il clero e del Dicastero per i laici, la famiglia e la vita lo nominano delegato apostolico "con il compito di portare a esecuzione le disposizioni del decreto" con il quale è stato soppresso il Movimento fondato da Maria Marino.
Il 6 agosto 2022 gli succede come presidente della Pontificia accademia di teologia Antonio Staglianò, fino ad allora vescovo di Noto.

## Genealogia episcopale
La genealogia episcopale è:
- Cardinale Scipione Rebiba
- Cardinale Giulio Antonio Santori
- Cardinale Girolamo Bernerio, O.P.
- Arcivescovo Galeazzo Sanvitale
- Cardinale Ludovico Ludovisi
- Cardinale Luigi Caetani
- Cardinale Ulderico Carpegna
- Cardinale Paluzzo Paluzzi Altieri degli Albertoni
- Papa Benedetto XIII
- Papa Benedetto XIV
- Papa Clemente XIII
- Cardinale Bernardino Giraud
- Cardinale Alessandro Mattei
- Cardinale Pietro Francesco Galleffi
- Cardinale Giacomo Filippo Fransoni
- Cardinale Carlo Sacconi
- Cardinale Edward Henry Howard
- Cardinale Mariano Rampolla del Tindaro
- Cardinale Gennaro Granito Pignatelli di Belmonte
- Cardinale Pietro Boetto, S.I.
- Cardinale Giuseppe Siri
- Cardinale Giacomo Lercaro
- Vescovo Gilberto Baroni
- Cardinale Camillo Ruini
- Arcivescovo Ignazio Sanna

## Opere
- La cristologia antropologica di p. Karl Rahner, Roma, Edizioni Paoline, 1970.
- Appunti di antropologia, Roma, Ut unum sint, 1979.
- L'uomo via fondamentale della Chiesa. Trattato di antropologia teologica, Napoli, Dehoniane, 1984, ISBN 88-06-13001-3.
- L'Azione Cattolica dal Concilio al Sinodo, Roma, Ave, 1988.
- Immagine di Dio e libertà umana. Per un'antropologia a misura d'uomo, Roma, Città Nuova, 1990, ISBN 88-311-3219-9.
- Dalla parte dell'uomo. La Chiesa e i valori umani, Roma, Edizioni Paoline, 1992, ISBN 978-88-382-4033-1.
- Chiamati per nome. Antropologia Teologica, Cinisello Balsamo, Edizioni San Paolo, 1994, ISBN 978-88-215-2757-9.
- Teologia come esperienza di Dio. La prospettiva cristologica di Karl Rahner, collana Biblioteca di teologia contemporanea 97, Brescia, Queriniana, 1997, ISBN 978-88-399-0397-6.
- L'antropologia cristiana tra modernità e postmodernità, collana Biblioteca di teologia contemporanea 116, 4ª ed., Brescia, Queriniana, 2012, ISBN 978-88-399-0416-4.
- I Papi e la Pontificia Università Lateranense, Roma, Lateran University Press, 2001, ISBN 88-465-0200-0.
- Nomadi o pellegrini? Sentieri di speranza, Roma, Ave, 2005, ISBN 978-88-8284-275-8.
- L'identità aperta. Il cristiano e la questione antropologica, collana Biblioteca di teologia contemporanea 132, 2ª ed., Brescia, Queriniana, 2019, ISBN 978-88-399-0432-4.
- Il nostro orizzonte è l'infinito. Lettera pastorale alla Chiesa di Dio che è in Oristano, Cinisello Balsamo, Edizioni San Paolo, 2009, ISBN 978-88-215-6653-0.
- Fede, scienza e fine del mondo. Come sperare oggi, collana Giornale di teologia 241, Brescia, Queriniana, 1996,  p. 216, ISBN 978-88-399-0741-7.